# Olorua
Olorua ist eine unbewohnte Insel des südlichen Teils der Lau-Inseln. Das etwa 0,3 km² große Eiland befindet sich 15 km südwestlich von Komo und erhebt sich 50 m über dem Meeresspiegel. Olorua war Schauplatz einer Überlebensshow des Discovery Channels.

## Nachweise
- Eintrag auf Mapcarta